# 第6航空・防空軍 (ロシア航空宇宙軍)
第6航空・防空軍は、ロシア航空宇宙軍の部隊である。レニングラード軍管区所属。

## 沿革
- 1998年6月1日：ロシア空軍とロシア防空軍の統合に伴い、レニングラード軍管区では第76航空軍と第6独立防空軍が第6航空軍（ロシア語:6-я воздушная армия)に統合された。
- 2005年9月：名誉称号「レニングラード」を授与。
- 2009年：モスクワ軍管区の第16航空軍(ru)と合わせて西部軍管区所属の第1航空・防空コマンドへ改編された。
- 2015年：第6航空・防空軍へと再度改編された。
- 2024年：西部軍管区がモスクワ軍管区とレニングラード軍管区に再編成された。

## 過去の編成（第6航空軍）
第6航空軍は、2個防空軍団、1個師団と直轄部隊から成る。軍本部は、サンクトペテルブルクに位置する。

### 第21防空軍団
セヴェロモルスクに軍団司令部を置く。防空部隊。
- 第9戦闘機連隊：ポリャールニヌイ。Su-27×28機
- 第458戦闘機連隊：コトラス。MiG-31
- 防空連隊：ポリャールヌイ
- 防空連隊：オレネゴルスク。S-300V
- 防空連隊：セヴェロドヴィンスク
- 防空連隊：ゼレノゴルスク
- 防空連隊：ポリャールヌイ
- 電波技術旅団：ワシコヴォ

### 第54防空軍団
トシノに軍団司令部を置く。防空部隊。
- 第177戦闘機連隊：ロジェイノエ・ポーリェ。Su-27×29機
- 第159戦闘機連隊：ヴェソヴェツ。Su-27×32機
- 防空連隊：ステコリノエ
- 第236防空連隊：ヴァルダイ
- 第170電波技術旅団：ペスキ

### 第149諸兵科連合師団
スムラエヴォに師団司令部を置く。前線爆撃機と偵察機の混成部隊。
- 第67爆撃機連隊：シベルスコエ。Su-24M×37機
- 第722爆撃機連隊：グドヴ。Su-24M×29機
- 第98偵察機連隊：モンチェゴルスク。Su-24MR×20機、MiG-25RB、MiG-31

### 軍直轄部隊
- 第138独立連隊：レバショヴォ。An-12、Mi-8×37機
- 第332独立ヘリ連隊：プリビロヴォ。Mi-24×10機、Mi-8×29機、Mi-6×4機
- 第85独立ヘリ飛行隊：アラクルティ。Mi-24×28機、Mi-8×28機
- 第147独立電波電子戦ヘリ飛行隊：プーシキン。Mi-8PPA
- 第714ヘリ予備隊：Mi-24×38機、Mi-8×14機
- 第317独立通信大隊：カーメンカ・シュヴァロヴォ。R-975M×12基、R-145M×1基